# Aeroporto Internazionale di Wuhan Tianhe
L'Aeroporto Internazionale di Wuhan Tianhe è un aeroporto cinese che serve la città di Wuhan, capitale della provincia di Hubei. È stato aperto il 15 aprile 1995 sostituendo il vecchio aeroporto Hankou Wangjiadun e l'aeroporto di Nanhu. L'aeroporto si trova nel distretto di Huangpi, a circa 26 km a nord del centro di Wuhan. L'aeroporto ha servito 20 772 000 passeggeri nel 2016, rendendolo il 14° aeroporto per traffico di passeggeri della Cina. Il 23 gennaio 2020 alle 13:00 UTC + 8, l'aeroporto è stato chiuso per tre mesi insieme a tutte le altre strutture trasporto pubblico della città, a causa della diffusione del COVID-19.